# Take Off (film, 2009)
Pour les articles homonymes, voir Take Off.
Série
Take Off 2
(2016)
Pour plus de détails, voir Fiche technique et Distribution.
Take Off (hangeul : 국가대표 ; RR : Gukga daepyo, litt. « Équipe nationale ») est un film dramatique sud-coréen écrit et réalisé par Kim Yong-hwa, sorti en 2009. Le film a pour suite Take Off 2.

## Synopsis
Le film raconte l'histoire d'un entraîneur formant une équipe nationale de saut à ski.

## Fiche technique
Sauf indication contraire ou complémentaire, les informations mentionnées dans cette section peuvent être confirmées par la base de données KMDb
- Titre original : 국가대표
- Titre international : Take Off
- Réalisation et scénario : Kim Yong-hwa
- Musique : Lee Jae-hak
- Direction artistique : Yang Hong-sam
- Costumes : Kim Na-hyeong
- Photographie : Park Hyeon-cheol
- Montage : Jeong Jin-hui et Park Gok-ji
- Production : Park Joo-sung ; Kim Hak-jun, Kim Ho-sung
- Société de production : KM Culture ; DMZ Comics, DMZ Entertainment et Sega Sammy Entertainment
- Société de distribution : Showbox (Corée du Sud)
- Pays d’origine :  Corée du Sud
- Langue originale : coréen
- Genre : drame
- Durée : 137 minutes
- Date de sortie :
  - Corée du Sud : 29 juillet 2009

## Distribution
- Ha Jeong-woo : Bob / Cha Heon-tae
- Sung Dong-il : le coach Bang
- Kim Ji-seok : Kang Chil-goo
- Kim Dong-wook : Choi Heung-cheol
- Choi Jae-hwan : Ma Jae-bok
- Lee Jae-eung : Kang Bong-goo
- Lee Eun-sung : Bong Soo-yeon, la fille du coach
- Lee Han-wi : le directeur Ma
- Lee Hye-sook : la mère biologique de Bob
- Kim Ji-yeong : la grand-mère de Bob
- Hwang Ha-na : la jeune sœur de Bob

## Box-office
Le film rencontre un énorme succès en Corée du Sud avec 52,1 millions de dollars de recettes au box-office.